# Nawal Slaoui
Nawal Slaoui (arab. ‏نوال سلاوي‎; ur. 16 lutego 1966) – marokańska narciarka alpejska, uczestniczka igrzysk olimpijskich w Albertville.
Slaoui jest absolwentką Uniwersytetu Bostońskiego. Pracuje jako kurator sztuki.

## Osiągnięcia

### Igrzyska olimpijskie
| Miejsce | Dzień     | Rok  | Miejscowość | Konkurencja | Czas biegu | Strata | Zwycięzca          |
| ------- | --------- | ---- | ----------- | ----------- | ---------- | ------ | ------------------ |
| DSQ     | 18 lutego | 1992 | Albertville | Supergigant | 1:21,22    | –      | Deborah Compagnoni |
| DNF1    | 19 lutego | 1992 | Albertville | Gigant      | 2:12,74    | –      | Pernilla Wiberg    |
| 41.     | 20 lutego | 1992 | Albertville | Slalom      | 1:32,68    | +44,39 | Petra Kronberger   |